# Raset
Raset es una entidad de población española del municipio de Cerviá de Ter, perteneciente a la provincia de Gerona, en la comunidad autónoma de Cataluña.

## Historia
A mediados del siglo XIX, la aldea ya compartía ayuntamiento con Cerviá. Aparece descrita en el decimotercer volumen del Diccionario geográfico-estadístico-histórico de España y sus posesiones de Ultramar de Pascual Madoz de la siguiente manera:

RASET: ald. en la prov., part. jud. y dióc. de Gerona, aud. terr. y c. g. de Barcelona: forma ayunt. con el l. de Cervia, del cual depende en todo.
(Madoz, 1849, p. 375)

En 2023 la entidad singular de población de Raset tenía empadronados 204 habitantes.